# Municipio de Wawina
El municipio de Wawina (en inglés: Wawina Township) es un municipio ubicado en el condado de Itasca en el estado estadounidense de Minnesota. En el año 2010 tenía una población de 77 habitantes y una densidad poblacional de 0,81 personas por km².

## Geografía
El municipio de Wawina se encuentra ubicado en las coordenadas 47°5′16″N 93°8′34″O / 47.08778, -93.14278. Según la Oficina del Censo de los Estados Unidos, el municipio tiene una superficie total de 94.65 km², de la cual 94,61 km² corresponden a tierra firme y (0,04 %) 0,04 km² es agua.

## Demografía
Según el censo de 2010, había 77 personas residiendo en el municipio de Wawina. La densidad de población era de 0,81 hab./km². De los 77 habitantes, el municipio de Wawina estaba compuesto por el 98,7 % blancos, el 1,3 % eran asiáticos. Del total de la población el 0 % eran hispanos o latinos de cualquier raza.